# Championnat d'Italie féminin de rugby à XV 2022-2023
Ne doit pas être confondu avec Championnat d'Italie de rugby à XV 2022-2023.
Navigation
2021-2022 2023-2024
Le championnat Eccellenza 2022-2023 oppose les huit meilleures équipes de rugby à XV du pays. Le championnat débute le 20 novembre et se termine par une finale le 3 juin 2023.
C'est la première et unique édition sous le nom d'Eccellenza.
Le Valsugana Padoue conserve son titre.

## Format
La saison 2022-2023 voit l'instauration d'un nouveau format. Alors que la compétition opposait 22 clubs répartis dans 4 poules, la Fédération italienne de rugby a instauré une poule unique de 8 clubs. Pour cette raison, il n'y a pas eu de club promu, tandis que 14 clubs étaient relégués pour former la nouvelle deuxième division (Serie A).
Les quatre équipes les mieux classées disputent les demi-finales. L'équipe qui termine à la dernière place est reléguée.

## Liste des équipes en compétition
| Équipe           | Stade                        | Capacité | Ville     |
| ---------------- | ---------------------------- | -------- | --------- |
| Valsugana Padova | Centre sportif Altichiero    | 500      | Padoue    |
| Villorba         | Stadio Comunale              | 2000     | Villorba  |
| Colorno          | Stade Paolo Pavesi           | 300      | Colorno   |
| CUS Milano       | Stade Bicocca                | 500      | Milan     |
| CUS Torino       | Stade Angelo Albonico        | 500      | Turin     |
| Capitolina       | Campo dell'Unione            | 2000     | Rome      |
| Benetton         | Centre sportif de la Ghirada | 1000     | Trévise   |
| Parabiago        | Centre Venegoni-Mazzarini    | 600      | Parabiago |

## Résultats et classement
| Rang | Club                 | J  | V  | N | D  | Bo | Bd | Pm  | Pe  | Diff | Pts |
| ---- | -------------------- | -- | -- | - | -- | -- | -- | --- | --- | ---- | --- |
| 1    | Valsugana Padoue (T) | 14 | 13 | 0 | 1  | 10 | 0  | 648 | 97  | +551 | 62  |
| 2    | Villorba             | 14 | 11 | 0 | 3  | 9  | 1  | 570 | 88  | +482 | 54  |
| 3    | Colorno              | 14 | 10 | 0 | 4  | 8  | 2  | 505 | 166 | +339 | 50  |
| 4    | CUS Milano           | 14 | 8  | 0 | 6  | 4  | 3  | 384 | 274 | +110 | 39  |
| 5    | CUS Torino           | 14 | 7  | 0 | 7  | 2  | 3  | 267 | 330 | -63  | 33  |
| 6    | Capitolina           | 14 | 5  | 0 | 9  | 2  | 4  | 233 | 396 | -163 | 26  |
| 7    | Benetton             | 14 | 1  | 0 | 13 | 0  | 2  | 94  | 559 | -465 | 6   |
| 8    | Parabiago            | 14 | 1  | 0 | 13 | 0  | 0  | 72  | 863 | -791 | 4   |

|  | Qualifié pour la phase finale |
|  | Relégué                       |
|  | T : tenant du titre 2022      |

### Phase finale
Les quatre premiers de la phase régulière sont qualifiés pour les demi-finales qui se jouent en matchs aller-retour. L'équipe classée première affronte celle classée quatrième alors que la seconde affronte la troisième. Les deux premières équipes ont l'avantage de recevoir lors du match retour.
La finale est disputée à Mogliano Veneto, au stade Maurizio Quaggia.
|  | Demi-finales | Demi-finales |           |         | Finale | Finale |
|  | Demi-finales | Demi-finales |           |         | Finale | Finale |
|  |              |              |           |         |        |        |
|  | 21 et 28 mai | 21 et 28 mai |           |         | 3 juin | 3 juin |
|  | 21 et 28 mai | 21 et 28 mai |           |         | 3 juin | 3 juin |
|  | Valsugana    | 33 \| 36     |           |         | 3 juin | 3 juin |
|  | Valsugana    | 33 \| 36     |           |         | 3 juin | 3 juin |
|  | CUS Milano   | 10 \| 7      |           |         | 3 juin | 3 juin |
|  | CUS Milano   | 10 \| 7      | Valsugana | 28      |        |        |
|  | 21 et 28 mai |              | Valsugana | 28      |        |        |
|  |              | Villorba     | 3         |         |        |        |
|  | Colorno      | Villorba     | 3         | 17 \| 0 |        |        |
|  | Colorno      |              |           | 17 \| 0 |        |        |
|  | Villorba     | 19 \| 10     |           |         |        |        |
|  | Villorba     | 19 \| 10     |           |         |        |        |

## Finale
| 3 juin 18 h | Valsugana Padoue | 28 - 3 (14 - 3) | Villorba                      | Stade Maurizio Quaggia, Mogliano Veneto environ 800 spectateurs Arbitre : Clara Munarini |
| 3 juin 18 h | Essai(s) : 4 Stefan (40e, 66e), Rigoni (52e), Ostuni-Minuzzi (62e), Transformation(s) : 4 Sillari Carton(s) rouge(s) : Vecchini (26e) | Rapport         | Pénalité(s) : Capomaggi (28e) | Stade Maurizio Quaggia, Mogliano Veneto environ 800 spectateurs Arbitre : Clara Munarini |
| 3 juin 18 h | | Rapport         |                               | Stade Maurizio Quaggia, Mogliano Veneto environ 800 spectateurs Arbitre : Clara Munarini |